# Agyrta reyesensis
Agyrta reyesensis är en fjärilsart som beskrevs av Embrik Strand 1917. Agyrta reyesensis ingår i släktet Agyrta och familjen björnspinnare. Inga underarter finns listade i Catalogue of Life.